# Kościół św. Apostołów Piotra i Pawła w Wysokiem Mazowieckiem
Kościół świętych Apostołów Piotra i Pawła w Wysokiem Mazowieckiem – rzymskokatolicki kościół parafialny należący do parafii pod tym samym wezwaniem (dekanat Wysokie Mazowieckie diecezji łomżyńskiej).
Jest to świątynia wzniesiona razem z częścią mieszkalną i salami parafialnymi dzięki staraniom księdza Piotra Bondziula i księdza Edwarda Łapińskiego. Pobłogosławiona została przez ordynariusza łomżyńskiego Stanisława Stefanka w dniu 18 grudnia 2005 roku.